# Grand Service Express
Die AO TK Grand Service Express (russisch Гранд Сервис Экспресс) ist ein russisches Eisenbahnverkehrsunternehmen mit Sitz in Moskau. Das im Schienenpersonenfernverkehr tätige Unternehmen wurde 2002 gegründet.

## Züge
Unter dem Namen Grand Express (russisch Гранд Экспресс) werden Zugverbindungen zwischen Moskau und Sankt Petersburg angeboten und unter dem Namen Tawrija (russisch Таврия) Züge zwischen diesen Städten und Simferopol bzw. Sewastopol.